# Liste des coureurs du Tour de France 2010
Cette page dresse la liste des coureurs du Tour de France 2010, disputé par 198 coureurs, répartis dans 22 équipes, et dont 170 ont terminé la course.

## Liste des coureurs
La liste ci-dessous présente les coureurs inscrits par numéro de dossard.
| Légende                             | Légende                                                                                         | Légende                                | Légende                                                                                                  |
| ----------------------------------- | ----------------------------------------------------------------------------------------------- | -------------------------------------- | --- |
| Num                                 | Dossard de départ porté par le coureur sur ce Tour de France                                    | Pos                                    | Position finale au classement général                                                                    |
| Leader du classement général        | Indique le vainqueur du classement général                                                      | Leader du classement par points        | Indique le vainqueur du classement par points                                                            |
| Leader du classement de la montagne | Indique le vainqueur du classement de la montagne                                               | Leader du classement du meilleur jeune | Indique le vainqueur du classement du meilleur jeune                                                     |
| Meilleure équipe                    | Indique la meilleure équipe                                                                     | Super combatif                         | Indique le super combatif                                                                                |
|                                     | Indique un maillot de champion national ou mondial, suivi de sa spécialité                      | NP                                     | Indique un coureur qui n'a pas pris le départ d'une étape, suivi du numéro de l'étape où il s'est retiré |
| AB                                  | Indique un coureur qui n'a pas terminé une étape, suivi du numéro de l'étape où il s'est retiré | HD                                     | Indique un coureur qui a terminé une étape hors des délais, suivi du numéro de l'étape                   |
| EX                                  | Coureur exclu pour non-respect du règlement, suivi du numéro de l'étape                         | *                                      | Indique un coureur en lice pour le classement du meilleur jeune (coureurs nés après le )                 |

| Astana AST                              | Astana AST                 | Astana AST |
| --------------------------------------- | -------------------------- | ---------- |
| Num                                     | Coureur                    | Pos        |
| 1                                       | Alberto Contador (ESP)     | 1er        |
| 2                                       | David de la Fuente (ESP)   | 110e       |
| 3                                       | Andriy Grivko (UKR)        | 136e       |
| 4                                       | Jesús Hernández (ESP)      | 140e       |
| 5                                       | Maxim Iglinskiy (KAZ)      | 131e       |
| 6                                       | Daniel Navarro (ESP)       | 49e        |
| 7                                       | Benjamín Noval (ESP)       | 104e       |
| 8                                       | Paolo Tiralongo (ITA)      | 54e        |
| 9                                       | Alexandre Vinokourov (KAZ) | 15e        |
| Directeur sportif : Giuseppe Martinelli |                            |            |

| Saxo Bank SAX                       | Saxo Bank SAX                 | Saxo Bank SAX |
| ----------------------------------- | ----------------------------- | ------------- |
| Num                                 | Coureur                       | Pos           |
| 11                                  | Andy Schleck (LUX)* → CLM     | 1er           |
| 12                                  | Matti Breschel (DEN)          | 142e          |
| 13                                  | Fabian Cancellara (SUI) → CLM | 121e          |
| 14                                  | Jakob Fuglsang (DEN)* → CLM   | 50e           |
| 15                                  | Stuart O'Grady (AUS)          | 149e          |
| 16                                  | Fränk Schleck (LUX) → Route   | AB-3          |
| 17                                  | Chris Anker Sørensen (DEN)    | 69e           |
| 18                                  | Nicki Sørensen (DEN) → Route  | 155e          |
| 19                                  | Jens Voigt (GER)              | 126e          |
| Directeur sportif : Torsten Schmidt |                               |               |

| RadioShack RSH                     | RadioShack RSH           | RadioShack RSH |
| ---------------------------------- | ------------------------ | -------------- |
| Num                                | Coureur                  | Pos            |
| 21                                 | Lance Armstrong (USA)    | 23e            |
| 22                                 | Janez Brajkovič (SLO)    | 43e            |
| 23                                 | Christopher Horner (USA) | 9e             |
| 24                                 | Andreas Klöden (GER)     | 13e            |
| 25                                 | Levi Leipheimer (USA)    | 12e            |
| 26                                 | Dmitriy Muravyev (KAZ)   | 148e           |
| 27                                 | Sérgio Paulinho (POR)    | 46e            |
| 28                                 | Yaroslav Popovych (UKR)  | 85e            |
| 29                                 | Grégory Rast (SUI)       | 114e           |
| Directeur sportif : Johan Bruyneel |                          |                |

| Sky SKY                        | Sky SKY                           | Sky SKY |
| ------------------------------ | --------------------------------- | ------- |
| Num                            | Coureur                           | Pos     |
| 31                             | Bradley Wiggins (GBR) → CLM       | 24e     |
| 32                             | Michael Barry (CAN)               | 99e     |
| 33                             | Steve Cummings (GBR)              | 151e    |
| 34                             | Juan Antonio Flecha (ESP)         | 89e     |
| 35                             | Simon Gerrans (AUS)               | NP-9    |
| 36                             | Edvald Boasson Hagen (NOR)* → CLM | 116e    |
| 37                             | Thomas Lövkvist (SWE)             | 17e     |
| 38                             | Serge Pauwels (BEL)               | 107e    |
| 39                             | Geraint Thomas (GBR)* → Route     | 67e     |
| Directeur sportif : Sean Yates |                                   |         |

| Liquigas-Doimo LIQ                  | Liquigas-Doimo LIQ                  | Liquigas-Doimo LIQ |
| ----------------------------------- | ----------------------------------- | ------------------ |
| Num                                 | Coureur                             | Pos                |
| 41                                  | Ivan Basso (ITA)                    | 32e                |
| 42                                  | Francesco Bellotti (ITA)            | 122e               |
| 43                                  | Kristjan Koren (SLO)*               | 94e                |
| 44                                  | Roman Kreuziger (CZE)*              | 8e                 |
| 45                                  | Aliaksandr Kuschynski (BLR) → Route | 86e                |
| 46                                  | Daniel Oss (ITA)*                   | 124e               |
| 47                                  | Manuel Quinziato (ITA)              | 162e               |
| 48                                  | Sylwester Szmyd (POL)               | 61e                |
| 49                                  | Brian Vandborg (DEN)                | 128e               |
| Directeur sportif : Stefano Zanatta |                                     |                    |

| Garmin-Transitions GRM            | Garmin-Transitions GRM      | Garmin-Transitions GRM |
| --------------------------------- | --------------------------- | ---------------------- |
| Num                               | Coureur                     | Pos                    |
| 51                                | Christian Vande Velde (USA) | NP-3                   |
| 52                                | Julian Dean (NZL)           | 157e                   |
| 53                                | Tyler Farrar (USA)          | AB-12                  |
| 54                                | Ryder Hesjedal (CAN)        | 6e                     |
| 55                                | Robert Hunter (RSA)         | NP-11                  |
| 56                                | Martijn Maaskant (NED)      | 139e                   |
| 57                                | David Millar (GBR)          | 158e                   |
| 58                                | Johan Vansummeren (BEL)     | 30e                    |
| 59                                | David Zabriskie (USA) → CLM | 101e                   |
| Directeur sportif : Matthew White |                             |                        |

| FDJ                                 | FDJ                       | FDJ  |
| ----------------------------------- | ------------------------- | ---- |
| Num                                 | Coureur                   | Pos  |
| 61                                  | Christophe Le Mével (FRA) | 42e  |
| 62                                  | Sandy Casar (FRA)         | 25e  |
| 63                                  | Rémy Di Grégorio (FRA)*   | 78e  |
| 64                                  | Anthony Geslin (FRA)      | 146e |
| 65                                  | Matthieu Ladagnous (FRA)  | 93e  |
| 66                                  | Anthony Roux (FRA)        | 167e |
| 67                                  | Jérémy Roy (FRA)          | 143e |
| 68                                  | Wesley Sulzberger (AUS)*  | 152e |
| 69                                  | Benoît Vaugrenard (FRA)   | 96e  |
| Directeur sportif : Thierry Bricaud |                           |      |

| Katusha KAT                       | Katusha KAT                       | Katusha KAT |
| --------------------------------- | --------------------------------- | ----------- |
| Num                               | Coureur                           | Pos         |
| 71                                | Vladimir Karpets (RUS)            | NP-9        |
| 72                                | Pavel Brutt (RUS)                 | 102e        |
| 73                                | Sergueï Ivanov (RUS)              | 109e        |
| 74                                | Alexandr Kolobnev (RUS) → Route   | 65e         |
| 75                                | Robbie McEwen (AUS)               | 165e        |
| 76                                | Alexandr Pliuschin (MDA)* → Route | 108e        |
| 77                                | Joaquim Rodríguez (ESP)           | 7e          |
| 78                                | Stijn Vandenbergh (BEL)           | HD-7        |
| 79                                | Eduard Vorganov (RUS)             | 79e         |
| Directeur sportif : Serge Parsani |                                   |             |

| AG2R La Mondiale ALM               | AG2R La Mondiale ALM         | AG2R La Mondiale ALM |
| ---------------------------------- | ---------------------------- | -------------------- |
| Num                                | Coureur                      | Pos                  |
| 81                                 | Nicolas Roche (IRL)          | 14e                  |
| 82                                 | Maxime Bouet (FRA)*          | 106e                 |
| 83                                 | Dimitri Champion (FRA)       | 129e                 |
| 84                                 | Martin Elmiger (SUI) → Route | 75e                  |
| 85                                 | John Gadret (FRA)            | 19e                  |
| 86                                 | David Le Lay (FRA)           | AB-3                 |
| 87                                 | Lloyd Mondory (FRA)          | 118e                 |
| 88                                 | Rinaldo Nocentini (ITA)      | 98e                  |
| 89                                 | Christophe Riblon (FRA)      | 28e                  |
| Directeur sportif : Vincent Lavenu |                              |                      |

| Cervélo Test CTT                         | Cervélo Test CTT                 | Cervélo Test CTT |
| ---------------------------------------- | -------------------------------- | ---------------- |
| Num                                      | Coureur                          | Pos              |
| 91                                       | Carlos Sastre (ESP)              | 20e              |
| 92                                       | Xavier Florencio (ESP)           | EX-P             |
| 93                                       | Volodymyr Gustov (UKR)           | 34e              |
| 94                                       | Jeremy Hunt (GBR)                | 163e             |
| 95                                       | Thor Hushovd (NOR) → Route       | 111e             |
| 96                                       | Andreas Klier (GER)              | 168e             |
| 97                                       | Ignatas Konovalovas (LTU)* → CLM | 127e             |
| 98                                       | Brett Lancaster (AUS)            | 159e             |
| 99                                       | Daniel Lloyd (GBR)               | 164e             |
| Directeur sportif : Jean-Paul van Poppel |                                  |                  |

| Omega Pharma-Lotto OLO            | Omega Pharma-Lotto OLO      | Omega Pharma-Lotto OLO |
| --------------------------------- | --------------------------- | ---------------------- |
| Num                               | Coureur                     | Pos                    |
| 101                               | Jurgen Van den Broeck (BEL) | 4e                     |
| 102                               | Mario Aerts (BEL)           | 33e                    |
| 103                               | Francis De Greef (BEL)*     | 72e                    |
| 104                               | Mickaël Delage (FRA)*       | AB-2                   |
| 105                               | Sebastian Lang (GER)        | 80e                    |
| 106                               | Matthew Lloyd (AUS)         | 47e                    |
| 107                               | Daniel Moreno (ESP)         | 21e                    |
| 108                               | Jürgen Roelandts (BEL)*     | 120e                   |
| 109                               | Charles Wegelius (GBR)      | NP-11                  |
| Directeur sportif : Herman Frison |                             |                        |

| HTC-Columbia THR               | HTC-Columbia THR           | HTC-Columbia THR |
| ------------------------------ | -------------------------- | ---------------- |
| Num                            | Coureur                    | Pos              |
| 111                            | Mark Cavendish (GBR)*      | 154e             |
| 112                            | Bernhard Eisel (AUT)       | 156e             |
| 113                            | Bert Grabsch (GER)         | 169e             |
| 114                            | Adam Hansen (AUS)          | NP-2             |
| 115                            | Tony Martin (GER)* → CLM   | 137e             |
| 116                            | Maxime Monfort (BEL) → CLM | 56e              |
| 117                            | Mark Renshaw (AUS)         | EX-11            |
| 118                            | Michael Rogers (AUS)       | 37e              |
| 119                            | Kanstantsin Siutsou (BLR)  | 39e              |
| Directeur sportif : Brian Holm |                            |                  |

| BMC Racing Team BMC               | BMC Racing Team BMC           | BMC Racing Team BMC |
| --------------------------------- | ----------------------------- | ------------------- |
| Num                               | Coureur                       | Pos                 |
| 121                               | Cadel Evans (AUS) → Route     | 26e                 |
| 122                               | Alessandro Ballan (ITA)       | 87e                 |
| 123                               | Brent Bookwalter (USA)        | 147e                |
| 124                               | Marcus Burghardt (GER)        | 161e                |
| 125                               | Mathias Frank (SUI)*          | NP-1                |
| 126                               | George Hincapie (USA) → Route | 59e                 |
| 127                               | Karsten Kroon (NED)           | 138e                |
| 128                               | Steve Morabito (SUI)          | 51e                 |
| 129                               | Mauro Santambrogio (ITA)      | AB-15               |
| Directeur sportif : John Lelangue |                               |                     |

| Quick Step QST                       | Quick Step QST            | Quick Step QST |
| ------------------------------------ | ------------------------- | -------------- |
| Num                                  | Coureur                   | Pos            |
| 131                                  | Sylvain Chavanel (FRA)    | 31e            |
| 132                                  | Carlos Barredo (ESP)      | 41e            |
| 133                                  | Kevin De Weert (BEL)      | 18e            |
| 134                                  | Dries Devenyns (BEL)      | 144e           |
| 135                                  | Jérôme Pineau (FRA)       | 66e            |
| 136                                  | Francesco Reda (ITA)      | AB-18          |
| 137                                  | Kevin Seeldraeyers (BEL)* | 134e           |
| 138                                  | Jurgen Van de Walle (BEL) | 63e            |
| 139                                  | Maarten Wynants (BEL)     | 117e           |
| Directeur sportif : Wilfried Peeters |                           |                |

| Milram MRM                       | Milram MRM                    | Milram MRM |
| -------------------------------- | ----------------------------- | ---------- |
| Num                              | Coureur                       | Pos        |
| 141                              | Linus Gerdemann (GER)         | 84e        |
| 142                              | Gerald Ciolek (GER)*          | 133e       |
| 143                              | Johannes Fröhlinger (GER)*    | 91e        |
| 144                              | Roger Kluge (GER)*            | NP-9       |
| 145                              | Christian Knees (GER) → Route | 90e        |
| 146                              | Luke Roberts (AUS)            | 103e       |
| 147                              | Thomas Rohregger (AUT)        | 74e        |
| 148                              | Niki Terpstra (NED) → Route   | NP-3       |
| 149                              | Fabian Wegmann (GER)          | 119e       |
| Directeur sportif : Ralf Grabsch |                               |            |

| BBox Bouygues Telecom BTL       | BBox Bouygues Telecom BTL     | BBox Bouygues Telecom BTL |
| ------------------------------- | ----------------------------- | ------------------------- |
| Num                             | Coureur                       | Pos                       |
| 151                             | Thomas Voeckler (FRA) → Route | 76e                       |
| 152                             | Yukiya Arashiro (JPN)         | 112e                      |
| 153                             | Anthony Charteau (FRA)        | 44e                       |
| 154                             | Pierrick Fédrigo (FRA)        | 57e                       |
| 155                             | Cyril Gautier (FRA)*          | 45e                       |
| 156                             | Pierre Rolland (FRA)*         | 58e                       |
| 157                             | Matthieu Sprick (FRA)         | 100e                      |
| 158                             | Sébastien Turgot (FRA)        | 113e                      |
| 159                             | Nicolas Vogondy (FRA) → CLM   | 88e                       |
| Directeur sportif : Didier Rous |                               |                           |

| Caisse d'Épargne GCE              | Caisse d'Épargne GCE              | Caisse d'Épargne GCE |
| --------------------------------- | --------------------------------- | -------------------- |
| Num                               | Coureur                           | Pos                  |
| 161                               | Luis León Sánchez (ESP) → CLM     | 10e                  |
| 162                               | Rui Costa (POR)* → CLM            | 73e                  |
| 163                               | Imanol Erviti (ESP)               | 77e                  |
| 164                               | José Iván Gutiérrez (ESP) → Route | 48e                  |
| 165                               | Vasil Kiryienka (BLR)             | 60e                  |
| 166                               | Christophe Moreau (FRA)           | 22e                  |
| 167                               | Mathieu Perget (FRA)              | 64e                  |
| 168                               | Rubén Plaza (ESP)                 | 11e                  |
| 169                               | José Joaquín Rojas (ESP)*         | 68e                  |
| Directeur sportif : Yvon Ledanois |                                   |                      |

| Cofidis COF                                | Cofidis COF            | Cofidis COF |
| ------------------------------------------ | ---------------------- | ----------- |
| Num                                        | Coureur                | Pos         |
| 171                                        | Rein Taaramäe (EST)*   | AB-13       |
| 172                                        | Stéphane Augé (FRA)    | 153e        |
| 173                                        | Samuel Dumoulin (FRA)  | NP-12       |
| 174                                        | Julien El Fares (FRA)* | 27e         |
| 175                                        | Christophe Kern (FRA)  | 97e         |
| 176                                        | Sébastien Minard (FRA) | 92e         |
| 177                                        | Amaël Moinard (FRA)    | 70e         |
| 178                                        | Damien Monier (FRA)    | 71e         |
| 179                                        | Rémi Pauriol (FRA)     | 38e         |
| Directeur sportif : Francis Van Londersele |                        |             |

| Euskaltel-Euskadi EUS                         | Euskaltel-Euskadi EUS | Euskaltel-Euskadi EUS |
| --------------------------------------------- | --------------------- | --------------------- |
| Num                                           | Coureur               | Pos                   |
| 181                                           | Samuel Sánchez (ESP)  | 3e                    |
| 182                                           | Iñaki Isasi (ESP)     | 115e                  |
| 183                                           | Egoi Martínez (ESP)   | 40e                   |
| 184                                           | Juan José Oroz (ESP)  | NP-7                  |
| 185                                           | Alan Pérez (ESP)      | 129e                  |
| 186                                           | Rubén Pérez (ESP)     | 95e                   |
| 187                                           | Amets Txurruka (ESP)  | NP-5                  |
| 188                                           | Iván Velasco (ESP)    | 62e                   |
| 189                                           | Gorka Verdugo (ESP)   | 36e                   |
| Directeur sportif : Igor González de Galdeano |                       |                       |

| Rabobank RAB                             | Rabobank RAB             | Rabobank RAB |
| ---------------------------------------- | ------------------------ | ------------ |
| Num                                      | Coureur                  | Pos          |
| 191                                      | Denis Menchov (RUS)      | 2e           |
| 192                                      | Lars Boom (NED)*         | 130e         |
| 193                                      | Óscar Freire (ESP)       | 141e         |
| 194                                      | Juan Manuel Gárate (ESP) | 35e          |
| 195                                      | Robert Gesink (NED)*     | 5e           |
| 196                                      | Koos Moerenhout (NED)    | 52e          |
| 197                                      | Grischa Niermann (GER)   | 56e          |
| 198                                      | Bram Tankink (NED)       | NP-16        |
| 199                                      | Maarten Tjallingii (NED) | 132e         |
| Directeur sportif : Adri van Houwelingen |                          |              |

| Lampre-Farnese LAM                   | Lampre-Farnese LAM        | Lampre-Farnese LAM |
| ------------------------------------ | ------------------------- | ------------------ |
| Num                                  | Coureur                   | Pos                |
| 201                                  | Damiano Cunego (ITA)      | 29e                |
| 202                                  | Grega Bole (SLO)*         | 125e               |
| 203                                  | Mauro Da Dalto (ITA)      | 123e               |
| 204                                  | Francesco Gavazzi (ITA)   | 105e               |
| 205                                  | Danilo Hondo (GER)        | 135e               |
| 206                                  | Mirco Lorenzetto (ITA)    | 166e               |
| 207                                  | Adriano Malori (ITA)*     | 170e               |
| 208                                  | Alessandro Petacchi (ITA) | 150e               |
| 209                                  | Simon Špilak (SLO)*       | AB-17              |
| Directeur sportif : Maurizio Piovani |                           |                    |

| Footon-Servetto FOT                        | Footon-Servetto FOT          | Footon-Servetto FOT |
| ------------------------------------------ | ---------------------------- | ------------------- |
| Num                                        | Coureur                      | Pos                 |
| 211                                        | Eros Capecchi (ITA)*         | 83e                 |
| 212                                        | José Alberto Benítez (ESP)   | 145e                |
| 213                                        | Manuel António Cardoso (POR) | NP-1                |
| 214                                        | Arkaitz Durán (ESP)*         | 81e                 |
| 215                                        | Markus Eibegger (AUT)        | AB-9                |
| 216                                        | Fabio Felline (ITA)*         | NP-9                |
| 217                                        | Iban Mayoz (ESP)             | NP-16               |
| 218                                        | Aitor Pérez (ESP)            | 82e                 |
| 219                                        | Rafael Valls (ESP)*          | 53e                 |
| Directeur sportif : José Antonio Fernandez |                              |                     |